# مبرهنة عوامل متعددات الحدود
في الجبر ، تربط مبرهنة عوامل متعددات الحدود (بالانجليزية : Factor theorem) أو مبرهنة قابلية القسمة عوامل دالة متعددة الحدود بجذور (اصفار) دالة متعددة الحدود.. على وجه التحديد، إذا كانت {\displaystyle f(x)} هي دالة متعددة الحدود، اذن {\displaystyle x-a} هو عامل للدالة {\displaystyle f(x)} إذا وفقط إذا كان {\displaystyle f(a)=0} ({\displaystyle a} هو جذر متعددة الحدود). هذه المبرهنة هي حالة خاصة من مبرهنة البواقي .
وتتكون المبرهنة نتيجة للخصائص الأساسية للجمع والضرب. ويترتب على ذلك أن المبرهنة تنطبق أيضًا على المعاملات والجذر {\displaystyle a} داخل أي حلقة تبادلية ، وليس الحقل فقط .
على وجه الخصوص، بما أنه يمكن اعتبار كثيرات الحدود متعددة المتغيرات أحادية المتغير في أحد متغيراتها، فإن التعميم التالي ينطبق : إذا كانت {\displaystyle f(X_{1},\ldots ,X_{n})} و {\displaystyle g(X_{2},\ldots ,X_{n})} دوال متعددة الحدود ذات متغيرات متعددة و {\displaystyle g} مستقلة عن {\displaystyle X_{1}} ، اذن {\displaystyle X_{1}-g(X_{2},\ldots ,X_{n})} هو عامل من {\displaystyle f(X_{1},\ldots ,X_{n})} إذا وفقط إذا {\displaystyle f(g(X_{2},\ldots ,X_{n}),X_{2},\ldots ,X_{n})} متعدد حدود صفري.

## تفكيك كثيرات الحدود
هناك مشكلتان يتم فيهما تطبيق مبرهنة قابلية القسمة بشكل شائع وهما مشكلة تفكيك متعددات الحدود وإيجاد حلول لمتعددات الحدود؛ هذه المبرهنة هي نتيجة مباشرة للمبرهنة القائلة بأن هذه المشاكل متكافئة بشكل أساسي.
تُستخدم مبرهنة قابلية القسمة أيضًا لإزالة الأصفار المعروفة من متعددة الحدود مع ترك جميع الأصفار غير المعروفة سليمة، وبالتالي إنتاج متعددة احدود ذات درجة أقل لإيجاد حلولها بشكل اسهل. والطريقة بشكل تجريدي هي كما يلي:
1. نستخرج جذر متعدد الحدود المرشح {\displaystyle a} الخاص بالدالة {\displaystyle f} من معامل الحد الرئيسي {\displaystyle a_{n}} ومن الحد الثابت {\displaystyle a_{0}} . (انظر مبرهنة الجذر النسبي .)
2. استخدم مبرهنة العامل لاستنتاج ان {\displaystyle (x-a)} هو عامل من {\displaystyle f(x)} .
3. حساب متعددة الحدود {\textstyle g(x)={\dfrac {f(x)}{(x-a)}}} استخدام القسمة الطويلة لكثيرات الحدود أو القسمة الاصطناعية .
4. نستنتج أن أي جذر {\displaystyle x\neq a} ل {\displaystyle f(x)=0} هو جذر ل{\displaystyle g(x)=0} . بما أن درجة متعددة الحدود {\displaystyle g} هي اقل من درجة متعددة الحدود {\displaystyle f} بواحد. فمن "الأبسط" العثور على الأصفار المتبقية من خلال تحليل الدالة {\displaystyle g}

مواصلة العملية حتى تكون تعددة الحدود {\displaystyle f} مفككة بشكل كامل، وكل عوامله غير قابلة للاختزال في {\displaystyle \mathbb {R} [x]} أو {\displaystyle \mathbb {C} [x]} .

### مثال
أوجد عوامل {\displaystyle x^{3}+7x^{2}+8x+2.}
الحل : لتكن {\displaystyle p(x)} هي متعددة الحدود أعلاه
الحد الثابت = 2
معامل الحد الرئيسي = 1
جميع العوامل الممكنة للعدد 2 هي {\displaystyle \pm 1} و {\displaystyle \pm 2} . بتعويض {\displaystyle x=-1} ، نحصل على :
{\displaystyle (-1)^{3}+7(-1)^{2}+8(-1)+2=0}
اذن، {\displaystyle (x-(-1))} ، أي، {\displaystyle (x+1)} هو عامل للدالة {\displaystyle p(x)} . بواسطة قسمة الدالة {\displaystyle p(x)} على {\displaystyle (x+1)} ، نحصل على
ناتج القسمة = {\displaystyle x^{2}+6x+2}
لذلك، {\displaystyle p(x)=(x^{2}+6x+2)(x+1)}
من بين هذه العوامل، يمكن تحليل العامل التربيعي باستخدام الصيغة التربيعية ، والتي تعطي جذورًا للدالة التربيعية {\displaystyle -3\pm {\sqrt {7}}.} وبالتالي فإن العوامل الثلاثة غير القابلة للاختزال في كثير الحدود الأصلي هي {\displaystyle x+1,}{\displaystyle x-(-3+{\sqrt {7}}),} و {\displaystyle x-(-3-{\sqrt {7}}).}

## البرهان
يتم عرض العديد من البراهين على المبرهنة هنا.
إذا كان {\displaystyle x-a} عامل للدالة {\displaystyle f(x)} , فمن المعلوم أن {\displaystyle f(a)=0.} وعلى هذا فالعكس فقط سيثبت فيما يلي.

### البرهان الأول
يبدأ هذا البرهان بالتحقق من المبرهنة في حالة {\displaystyle a=0} . أي أنه يهدف إلى إظهار ذلك لأي متعددة حدود {\displaystyle f(x)} حيث {\displaystyle f(0)=0} , انه صحيح ان {\displaystyle f(x)=x\cdot g(x)} لبعض متعددة الحدود {\displaystyle g(x)} . وتحقيقا لهذه الغاية، اكتب {\displaystyle f(x)} على شكل {\displaystyle c_{0}+c_{1}x^{1}+\dotsc +c_{n}x^{n}} . الآن لاحظ ان {\displaystyle 0=f(0)=c_{0}} ، لذا {\displaystyle c_{0}=0} . لذا {\displaystyle f(x)=x(c_{1}+c_{2}x^{1}+\dotsc +c_{n}x^{n-1})=x\cdot g(x)} . وقد تم اثبات هذه الحالة الآن.
ما تبقى هو إثبات الحالة العامة لكل {\displaystyle a} عن طريق تحليل الدالة إلى حالة {\displaystyle a=0}. وتحقيقا لهذه الغاية، لاحظ ذلك {\displaystyle f(x+a)} هو متعدد الحدود مع جذر في {\displaystyle x=0} . ومما تقدم يترتب على ذلك {\displaystyle f(x+a)=x\cdot g(x)} لمتعدد حدود ما {\displaystyle g(x)} . أخيراً، {\displaystyle f(x)=f((x-a)+a)=(x-a)\cdot g(x-a)} .

### البرهان الثاني
أولا، لاحظ أنه كلما {\displaystyle x} و {\displaystyle y} تنتمي إلى أي حلقة تبادلية (نفس الحلقة) اذن المتطابقة :{\displaystyle x^{n}-y^{n}=(x-y)(y^{n-1}+x^{1}y^{n-2}+\dotsc +x^{n-2}y^{1}+x^{n-1})} صحيحة. ويظهر ذلك من خلال ضرب الأقواس.
لتكن الدالة {\displaystyle f(X)} منتمية للحلقة التبادلية {\displaystyle R[X]}. اكتب الدالة على شكل
{\displaystyle f(X)=\sum _{i}c_{i}X^{i}} لسلسلة المعاملات {\displaystyle (c_{i})_{i}}
افرض ان {\displaystyle f(a)=0} بالنسبة لبعض {\displaystyle a\in R} . لاحظ بعد ذلك ان {\displaystyle f(X)=f(X)-f(a)=\sum _{i}c_{i}(X^{i}-a^{i})}
. لاحظ أن كل مجموع لديه {\displaystyle X-a} كعامل من خلال تحليل التعابير للنموذج {\displaystyle x^{n}-y^{n}} التي وضحت أعلاه. وهكذا نستنتج ان {\displaystyle X-a} هو عامل للدالة {\displaystyle f(X)} .

### البرهان الثالث
يمكن إثبات المبرهنة باستخدام القسمة الاقليدية لمتعددات الحدود : قم باجراء التقسيم الإقليدي لـ {\displaystyle f(x)} بواسطة {\displaystyle x-a} لتحصل على
{\displaystyle f(x)=(x-a)Q+R}
حيث {\displaystyle \deg(R)<\deg(x-a)} .
بما أن {\displaystyle \deg(R)<\deg(x-a)}
هذا يعني ان {\displaystyle R} ثابت. وأخيرا، لاحظ ان {\displaystyle 0=f(a)=R} . لذا {\displaystyle f(x)=(x-a)Q} .
التقسيم الإقليدي أعلاه ممكن في كل حلقة إبدالية بما أن {\displaystyle x-a} هي متعددة حدود احادية ، وبالتالي، فإن خوارزمية القسمة الطويلة لكثيرة الحدود لا تتضمن أي تقسيم للمعاملات.

### نتيجة طبيعية لمبرهنات أخرى
وهي أيضًا نتيجة طبيعية لمبرهنة البواقي ، ولكن على العكس يمكن استخدامها لإظهارها.
عندما تكون متعددة الحدود ذات متغيرات متعددة ولكن المعاملات تشكل مجالًا مغلقًا جبريًا ، فإن Nullstellensatz يعد تعميمًا مهمًا وعميقًا.